# تجمع عيدم (رماة)

تعديل مصدري - تعديل

تجمع عيدم هي إحدى قرى عزلة رماة بمديرية رماة التابعة لمحافظة حضرموت، بلغ تعداد سكانها 174 نسمة حسب تعداد اليمن لعام 2004.